# Codex Beratinus
Codex Beratinus (Gregory-Aland no. Φ albo 043; von Soden ε 17) – pochodzący z VI wieku grecki rękopis Nowego Testamentu; pisany uncjałą na nasączonym purpurą welinie. Zawiera Ewangelię Mateusza i Ewangelię Marka, z lukami. Jest jednym z purpurowych kodeksów uncjalnych, obok Petropolitanus Purpureus, Sinopensis i Rossanensis.
Wczesna historia kodeksu jest przedmiotem spekulacji. Według not marginalnych od roku 1356 przechowywany był na górze Berat. Dzisiaj przechowywany jest w Tiranie. Dla świata naukowego stał się znany po roku 1875.

## Opis
Kodeks stanowi 190 pergaminowych kart o rozmiarach 31 na 27 cm. Zawiera Ewangelię Mateusza i Ewangelię Marka, z czterema lukami (Mt 1,1 – 6,3; 7,26 – 8,7; 18,23 – 19,3; Mk 14,62 – 16,20). Karty rękopisu były ułożone po 4 w jednym foliale. Nie stosuje paginacji. Tekst pisany jest w dwóch kolumnach na stronę i 17 linijkach w kolumnie, 8–12 liter w linijce. Litery mają regularne kształty. Inicjały oraz nagłówki nie mają żadnych zdobień z wyjątkiem znaku krzyża dla średnich inicjałów litery omikron. Stosuje punktację. Tekst jest pisany srebrem, jedynie tytuł Ewangelii Marka oraz pierwsza linijka Marka pisane są złotem. Pismo jest ciągłe, bez stosowania spacji, nie ma też stychometrii. Cytaty Starego Testamentu oznakowane zostały przy pomocy odwróconego comma (<). Nie stosuje przydechów, ani akcentów, ale stosuje dierezę (Ï, Ÿ). Nomina sacra pisane są skrótami, skróty są typowe dla starożytnych rękopisów.
Tekst podzielony został według κεφαλαια (rozdziały) oraz według mniejszych jednostek – Sekcji Ammoniusza. Numery κεφαλαια znajdują się na marginesie tekstu, a τιτλοι (tytuły rozdziałów) w górnym marginesie. Ponadto przed każdą z Ewangelii umieszczone zostały tablice κεφαλαια (spis treści). Numery Sekcji Ammoniusza umieszczone są na marginesie. Oryginalny rękopis nie posiadał odniesień do Kanonów Euzebiusza (pisane pod numerami Sekcji Ammoniusza), dodane one zostały przez późniejszą rękę.
Codex Beratinus razem z kodeksami Purpurowym Petropolitańskim, Kodeksem z Synopy i Kodeksem z Rossano tworzy tzw. grupę purpurowych kodeksów uncjalnych.

## Tekst
Kodeks zasadniczo biorąc przekazuje tekst bizantyński, ale zawiera charakterystyczny dla tekstu zachodniego dodatek w Mt 20,28, cytowany przez Kodeks Bezy. Według B. H. Streetera rękopis jest trzeciorzędnym świadkiem tekstu cezarejskiego wraz z Purpurowym Kodeksem Petropolitańskim, Kodeksem z Synopy i Kodeksem z Rossano. Aland wszystkie cztery rękopisy grupy umieścił w Kategorii V, a to oznacza, że przekazują one przede wszystkim tekst bizantyjski.
Kurt i Barbara Alandowie dali mu następujący profil tekstualny – 1311, 831/2, 112, 18s. To znaczy, że według Alandów kodeks 131 razy wspiera standardowy tekst bizantyjski przeciwko tekstowi „oryginalnemu”, 83 razy jest zgodny zarówno z tekstem bizantyjskim jak i oryginalnym, tylko 11 razy wspiera tekst oryginalny przeciwko bizantyjskiemu, ponadto posiada 18 sobie właściwych wariantów (Sonderlesarten).
Niektóre warianty
W Ewangelii Mateusza 20,28 zawiera dodatek, ten sam co w Kodeksie Bezy:
Ale wy dążcie, by wzrastać z tego, co jest małe, a z większego mniejszym być. Kiedy wejdziecie do domu wezwani na obiad, nie siadajcie na prominentnych miejscach, aby nie wszedł ktoś dostojniejszy od ciebie i gospodarz nie przyszedł, i nie powiedział tobie: Usiądź niżej. I będziecie zawstydzeni. Lecz jeśli usiądziesz na niższym miejscu i przyjdzie do ciebie ktoś niższy, wtedy gospodarz powie tobie: Usiądź wyżej. Będzie to dla ciebie korzystne.
Dodatek ten jest charakterystyczny dla tekstu zachodniego.
Podobnie jak Rossanensis zawiera doksologię w Modlitwie Pańskiej (Mt 6,13) – οτι σου εστιν η βασιλεια και η δναμις και η δοξα εις τους αιωνας αμην (albowiem Twoje jest królestwo, i moc, i chwała).
W Ew. Mateusza 21,9, dodana została fraza, bardzo bliska dla analogicznej frazy z Syro-Curetonian:

και εξελθον εις υπαντησιν αυτω πολλοι χαιροντες και δοξαζοντες τον θεον περι παντων ων ειδον (I wielu wyszło by Go spotkać, ciesząc się i chwaląc Boga za wszystko, co widzieli).

W Ew. Mateusza 27,9 we frazie επληρωθη το ρηθεν δια Ιερεμιου του προφητου (wypełniło się, było przepowiedziane przez Jeremiasza proroka), ominięte zostało słowo Ιερεμιου (Jeremiasza), podobnie jak w rękopisach 33, a, b, syrsin, syrp, oraz copbo.
W Ew. Mateusza 27,16 posiada dodatkową frazę ος δια φονον και στασιν ην βεβλημενοις εις φυλακην (który ze względu na dokonanie morderstwa i wzniecenie zamętu został wtrącony do więzienia). Wariant jest wspierany przez nieliczne minuskuły oraz Syro-Sinaiticus.

## Historia

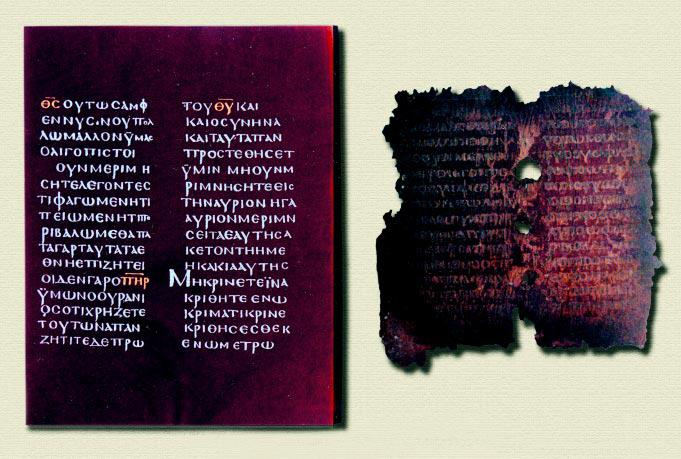
Codex Beratinus (z lewej strony rekonstrukcja, z prawej strony stan obecny)

Kodeks datowany jest na początek VI wieku. Pierwotnie zawierał cztery Ewangelie, lecz został podzielony przez krzyżowców, na wyspie Patmos, gdzie prawdopodobnie kodeks miał się znajdować. Część zawierająca Łukasz–Jan zaginęła bezpowrotnie. Jedna z not marginalnych głosi, że partię tę zabrali Frankowie z Szampanii. Xhevat Lloshi sądzi, że kodeks przybył nie z Patmos lecz z Ballsh. Od roku 1356 kodeks przechowywany był w katedrze św. Marii na górze św. Grzegorza w Berat, skąd pochodzi nazwa kodeksu — Beratinus.
Rękopis został opisany przez Anthymusa Alexoudi, prawosławnego metropolity z Beratu, w roku 1868. Alexoudi był zdania, że rękopis sporządzony został ręką Jana Chryzostoma. O publikacji tej dowiedział się Louis Duchesne i polecił zbadanie rękopisu dla Pierre Battifola. Battifol odwiedził Berat w 1875 roku i od tej chwili rękopis stał się znany dla świata naukowego. Tekst kodeksu opublikował Pierre Batiffol w 1886 roku. Batiffol zbadał też i opisał dwa inne rękopisy, m.in. pisany minuskułą purpurowy Codex Beratinus 2.
Siglum Φ nadane zostało kodeksowi przez Oskara von Gebhardta ze względu na zaobserwowanie podobieństw tekstualnych do rodziny Ferrara (minuskuły 13, 69, 124, 346). Kodeks jednak reprezentuje tekst bizantyjski. C.R. Gregory w 1908 roku oznakował go symbolem 043.
Podczas I wojny światowej Austriacy, a podczas II wojny światowej Niemcy usiłowali zdobyć rękopis, lecz był on skutecznie ukrywany przez mnichów. W 1971 roku kodeks został wysłany do Chińskiego Instytutu Archeologicznego w celu przeprowadzenia prac restauracyjnych. Kodeks naprawiono techniką hermetycznego ściskania każdej karty z osobna. Po renowacji karty kodeksu zostały uszeregowane w dziewięć tomów. Od powrotu do Albanii na początku roku 1972 kodeks przechowywany jest w Albańskim Archiwum Państwowym (Kod. Br. 1) w Tiranie.
W roku 2000 kodeks wysłany został do Biblioteki Watykańskiej w związku z ekspozycją "I Vangeli dei Popoli" (Ewangelie ludzi), zorganizowanej z okazji Jubileuszu 2000 lat chrześcijaństwa. W roku 2005 wciągnięty został przez UNESCO na listę Pamięci Świata. W roku 2010 rękopis został zdigitalizowany przez CSNTM.